# Région autonome en Mindanao musulmane
La région autonome en Mindanao musulmane (en anglais : Autonomous Region in Muslim Mindanao, souvent abrégée en ARMM) est une ancienne région des Philippines, la seule du pays à posséder son propre gouvernement. Créée en 1989, elle est remplacée en 2019 par la région autonome Bangsamoro.

## Géographie
La région est composée des provinces philippines à majorité musulmane : Lanao del Sur (avec la seule ville du pays à prédominance musulmane, Marawi) et Maguindanao situées sur l'île de Mindanao, ainsi que Basilan (sauf Isabela City), Sulu et Tawi-Tawi se trouvant sur l'archipel de Sulu.  
La capitale régionale est Cotabato, bien que cette ville soit en dehors de sa juridiction car enclavée dans la province de Maguindanao.

## Histoire
Le conflit qui l'oppose encore aujourd'hui aux Philippines prend sa source en 1968. À cette époque, des soldats musulmans de l'armée nationale des Philippines refusent de combattre face à d'autres musulmans lors d'une attaque contre la Malaisie voisine. Ils seront par la suite fusillés par leurs camarades philippins. C'est cet incident qui lancera la création du Front Moro de libération nationale (FMLN). Les pourparlers entre le FMLN et les autorités philippines débuteront presque dix ans plus tard, en 1976. C'est cette année que le FMLN rencontrera le président philippin de l'époque, Ferdinand Marcos. Les accords qui y seront signés, appelés accords de Tripoli, permettront d'amener la population à se prononcer sur la question de l'indépendance de la région par voie référendaire.
Cette région autonome comprend 82 % de musulmans, 12 % de catholiques, et 5 % de protestants (surtout évangéliques).

## Politique
Le 21 janvier 2019, un référendum est organisé dans la région. Celui-ci porte sur la loi organique Bangsamoro, laquelle prévoit une autonomie accrue pour la région dans la plupart des domaines politiques en dehors des questions de défense et de sécurité ainsi que 5 % des revenus domestiques du gouvernement.
Selon la commission électorale, environ 1,5 million de votants se sont prononcés en faveur de plus d'autonomie, et environ 200 000 se sont prononcés contre. Elle est remplacée par la région autonome Bangsamoro.

## Sources